# Alchemilla cashmeriana
Alchemilla cashmeriana é uma espécie de rosácea do gênero Alchemilla, pertencente à família Rosaceae.